# Déborah Grall
Pour les articles homonymes, voir Grall.
Déborah Grall est une comédienne française, née en 1984.

## Biographie

### Famille
Déborah Grall est la fille du réalisateur Sébastien Grall et de l'agent d'artiste Frédérique Noiret[réf. à confirmer],,. Par sa mère, elle est ainsi la petite-fille des acteurs Philippe Noiret et Monique Chaumette, et la petite-nièce de l'acteur François Chaumette,.

### Carrière
Elle tient son première rôle sur les planches en 2006, dans la pièce Country music de Simon Stephens.
En 2020, elle incarne le modèle Kiki de Montparnasse dans la mini-série La Garçonne portée par Laura Smet.

## Filmographie
- 2004 : Les Fautes d'orthographe de Jean-Jacques Zilbermann : Mercedes Suza-Lobo, la belle élève
- 2008 : Cries of London de Francis Frears : Michelle
- 2010 : Gainsbourg, vie héroïque[5] de Joann Sfar : Lise Levitzky
- 2010 : La Princesse de Montpensier de Bertrand Tavernier : la servante de l'auberge
- 2012 : À cœur ouvert de Marion Laine
- 2014 : Chic ! de Jérôme Cornuau : la standardiste no 2
- 2015 : La Fille du patron d'Olivier Loustau : Cathy
- 2016 : L'invitation de Michaël Cohen : la vendeuse du magasin
- 2016 : Clitopraxis d'Emmanuel Laborie : fille en soirée
- 2017 : Fleuve Noir d'Érick Zonca
- 2018 : The 15:17 train to Paris de Clint Eastwood : une passagère du train
- 2019 : Les Petits Flocons de Joséphine de Meaux : Sarah
- 2023 : Monsieur le Maire de Michel Tavares et Karine Blanc : Mme Lambert
- 2026 : Gourou de Yann Gozlan

### Télévision
- 2003 : Les Enfants du miracle de Sébastien Grall : Baby-sitter Marianne
- 2003 : Les Enquêtes d'Éloïse Rome de Christophe Douchand
- 2005 : 3 femmes... un soir d'été de Sébastien Grall  : Camille
- 2005 : Capitaine Laura Monti de Laurent Carcélès
- 2005 : L'Enfant de personne de Michaël Perrota : Charlotte
- 2005 : Les Hommes de cœur d'Edouard Molinaro :
- 2009 : Clara, une passion française de Sébastien Grall : Pauline
- 2010 : Dans la peau d'une grande de Pascal Lahmani :
- 2010 : Maison close (saison 1[6]) de Mabrouk el Mechri : Bertha
- 2010 : Alice Nevers, le juge est une femme de René Manzor (épisode « À la folie ») : Florence
- 2011 : Le Fil d'Ariane de Marion Laine : La sœur d'Adrien
- 2012 : Very bad blagues de Jonathan Barré : Une des invités
- 2012 : Maison close (saison 2), de Mabrouk el Mechri et Jerôme Cornuau : Bertha
- 2013 : Qui conduit (épisode pilote) de Ambarish Manepalli :
- 2014 : La roulotte (épisode pilote) de Vincent Giovanni :
- 2016 : Box 27 d'Arnaud Sélignac : Valérie
- 2017 : Le Roi de la vanne de David Pais : La fille du péage
- 2018 : Guépardes[7] de Doria Achour et Sylvain Cattenoy : Raphaëlle
- 2020 : La Garçonne[8], mini-série de Paolo Barzman : Kiki de Montparnasse
- 2022 : J'étais à ça de Zoé Bruneau, Julie Gali, Martial Schmeltz
- 2022 : Dans ma tête de Clément Durou
- 2023 : Tout va bien de Camille de Castelnau : Nina Jablonski
- 2025 : Les Disparues de la gare de Virginie Sauveur : Juge Costa
- 2025 : Flashback de Vincent Jamain et Stephen Cafiero : Chantal Malbeck

## Théâtre
- 2006 : Country music de Simon Stephens, mise en scène Tanya Lopert, Théâtre Les Déchargeurs
- 2010 : Les Monologues du vagin d'Eve Ensler, mise en scène Isabelle Rattier, Théâtre Michel
- 2011 : Frères du Bled de Christophe Botti, mise en scène Thierry Harcourt, Vingtième Théâtre
- 2014 : Trois sœurs + 1 adapté d'Anton Tchekhov, mise en scène Thierry Harcourt, Ciné 13 Théâtre
- 2016 : Comme elles inspirent de Raphaële Moussafir, mise en scène Noémie Elbaz, Ciné 13 Théâtre
- 2018 : #Bobigny de Karina Testa et Barbara Lamballais, mise en scène Barbara Lamballais, Ciné 13 Théâtre
- 2020-2021 : Mademoiselle Julie de August Strindberg, mise en scène Christophe Lidon, Centre national de création d'Orléans, Théâtre des Halles, Avignon
- 2021-2022 : The Normal Heart[9] de Larry Kramer, mise en scène Virginie de Clausade, Théâtre du Rond-Point, Théâtre La Bruyère
- 2023 : Mademoiselle Julie de August Strindberg, mise en scène de Christophe Lidon, tournée France
- 2024 : Embrasse les tous de Camille Bardery, mise en scène d'Eric Bu, Théâtre Lepic
- 2025 : Le procès d'une vie de Barbara Lamballais et Karina Testa, mise en scène Barbara Lamballais, théâtre des Gémeaux, festival off d'Avignon

## Doublage

### Films
- 2024 : Sayen : La Chasseresse : ? (?)

### Téléfilms
- 2017 : Noël dans tes bras : Holly Logan (Jana Kramer)

### Films d'animation
- 2019 : J'ai perdu mon corps : la copine de Raouf
- 2022 : Les Secrets de mon père : Olivia

## Publication
- Frédérique Noiret et Déborah Grall : Philippe Noiret de père en filles, Michel Lafon, 2010, 281 pages,  (ISBN 2749912857).